# Ekeby (Östhammars kommun)
 For alternative betydninger, se Ekeby. (Se også artikler, som begynder med Ekeby)
Ekeby er en tidligere småort i Östhammars kommun i Uppsala län i Sverige og kyrkby i Ekeby socken i Uppland. Ved småortsafgrænsningen i 2015 viste byens indbyggertal sig at være faldet til under 50, hvorfor småorten blev opløst.
Ekeby ligger godt 10 kilometer syd for Gimo og knapt 10 kilometer øst for Alunda. I byen ligger Ekeby kyrka.